# Пушкина, Татьяна Вячеславовна
Татья́на Вячесла́вовна Пу́шкина (род. 25 августа 1964, Москва) — российская телеведущая.

## Биография
Родилась 25 августа 1964 года, в Москве, в семье авиастроителей, Ирины Михайловны и Вячеслава Алексеевича.
Окончила Московский авиационный институт.
С конца 1980-х годов работала в техническом отделе «Останкино», затем в молодёжной редакции, где участвовала в производстве программ «Взгляд» и «12 этаж».
В разные годы была ведущей таких программ, как «Империя зрелищ», «Музыкальные новости BIZ-TV», «Русский час» (НТВ-Плюс Музыка), «Генеральная уборка», «Русская партия» (АСТ) и др. Была арт-продюсером музыкальных телефильмов «Старые песни о главном», «Старые песни о главном — 2», «Старые песни о главном 3» и ток-шоу «Национальный интерес с Дмитрием Киселёвым».
С 1999 по 2001 год вела программу «Женские истории» производства телекомпании ВИD на канале ОРТ, сменив на этом месте свою однофамилицу Оксану Пушкину.
Весной-летом 2001 года недолгое время была ведущей дневной программы «День за днём» на канале «ТВ-6».
С 2001 по 2005 год была ведущей телепрограммы в формате интервью «Ночной гость» на телеканале «Столица». С 2005 по 2006 год работала на телеканале «Домашний» ведущей программы «Полезное утро» в паре с Вадимом Тихомировым. Затем вела программу «Люди встречаются» на «Пятом канале».
С 2000-х по 2014 год являлась проректором по учебно-воспитательной работе Московского института телевидения и радиовещания «Останкино» (МИТРО), руководила мастерской Высших курсов ведущих.
В 2010 году участвовала в проекте «Танцы со звёздами» на телеканале «Россия-1» в паре с Алексеем Катушковым.
В 2015—2016 годах вела программу «Две жены» на телеканале «Россия-1».
В 2018 году стала ведущей канала LEOMAX24.
С 2019 года — старший преподаватель кафедры политической и деловой журналистики в Институте государственной службы и управления.

## Личная жизнь
- Первый муж — Карл, сын Никита.
- Второй муж — Александр Любимов, дочь Екатерина[12], в 2014 году окончила актёрский факультет ГИТИСа, является актрисой Театра им. Ермоловой.
- Третий муж — Павел Черемисин.
- Четвёртый муж — Владимир.